# Gamlen
Gamlen ist eine Ortsgemeinde im Landkreis Cochem-Zell in Rheinland-Pfalz. Sie gehört der Verbandsgemeinde Kaisersesch an.

## Geographie
Gamlen liegt fünf Kilometer östlich der Stadt Kaisersesch im Tal und auf beiden Seiten des Brohlbachs. Die Ortschaft umfasst Höhenlagen zwischen 340 m ü. NN und 380 m ü. NN. Rund 300 m südlich verläuft die Bundesautobahn 48, die auf einer Länge von über 800 m durch die Gemarkung des Ortes führt. Naturräumlich lässt sich das zu etwa zwei Dritteln landwirtschaftlich genutzte Gemeindegebiet in der Östlichen Moseleifel großteils noch dem Kaisersescher Eifelrand zuordnen, ein nördlicher Abschnitt bereits dem Elztal. Durch den Ort führt die Landesstraße 109 (Kaisersesch–Brohl). Gamlen grenzt (im Uhrzeigersinn) an die Ortsgemeinden Kehrig (Landkreis Mayen-Koblenz), Kaifenheim, Zettingen, Hambuch, Eulgem und Düngenheim.

## Geschichte
Der Ort wurde 1252 als Gammenheim in einer Schenkungsurkunde erstmals urkundlich erwähnt. 1338 verlieh Kaiser Ludwig der Bayer dem Grafen Robert von Virneburg das Recht, in Gaemyheim Schultheissen einzusetzen. Grundherren in Gamlen waren im 18. Jahrhundert das Stift Mayen, das Kloster Beilstein, die Freiherren von Gymnich, die Grafen von der Leyen und die Freiherren von Clodt. Landesherr war Amt Kaisersesch, welches Gamlen dem Amt Kaisersesch zuordnete. Ab 1794 stand Gamlen unter französischer Herrschaft, 1815 wurde der Ort auf dem Wiener Kongress dem Königreich Preußen zugeordnet. Seit 1946 ist er Teil des damals neu gebildeten Landes Rheinland-Pfalz. Seit 2004 hat Gamlen ein neues, großes Gemeindehaus.
Statistik zur Einwohnerentwicklung
Die Entwicklung der Einwohnerzahl von Gamlen, die Werte von 1871 bis 1987 beruhen auf Volkszählungen:
| Jahr | Einwohner |
| 1815 | 304       |
| 1835 | 418       |
| 1871 | 485       |
| 1905 | 465       |
| 1939 | 421       |

| Jahr | Einwohner |
| 1950 | 445       |
| 1961 | 403       |
| 1970 | 409       |
| 1987 | 477       |
| 2005 | 555       |

## Politik

### Gemeinderat
Der Gemeinderat in Gamlen besteht aus zwölf Ratsmitgliedern, die bei der Kommunalwahl am 9. Juni 2024 in einer Mehrheitswahl gewählt wurden, und dem ehrenamtlichen Ortsbürgermeister als Vorsitzendem.

### Bürgermeister
Michael Münch wurde am 25. Juni 2019 Ortsbürgermeister von Gamlen. Da bei der Direktwahl am 26. Mai 2019 kein Kandidat angetreten war, oblag die Neuwahl gemäß Gemeindeordnung dem Rat, der sich einstimmig für Münch entschied. Bei der Direktwahl am 9. Juni 2024 setzte sich Münch mit einem Stimmenanteil von 64,4 % gegen einen Mitbewerber durch und wurde damit für weitere fünf Jahre in seinem Amt bestätigt.
Münchs Vorgänger als Ortsbürgermeister war bis 2019 Achim Marzi.

### Wappen
Das Wappen wird durch eine gestürzte Spitze gespalten. Darin in Rot drei Steine. Vorne in Rot eine goldene Rose, hinten in Grün ein silberner Korb mit fünf goldenen Ähren.
Die drei Steine weisen auf den Kirchenpatron der Gemeinde Gamlen, den Hl. Stephanus hin, der seit 1680 zusammen mit dem Hl. Petrus als Schutzherr erwähnt wird. Die Rose erinnert an das nahegelegene Kloster Rosenthal. Ein Bürger von Münstermaifeld schenkte dem Kloster seine Kornernte im Jahre 1278 in Gammenheim. Die frühen Marktrechte des Ortes ab 1789 versinnbildlicht der Korb. Die Ähren im Korb weisen auf die im Ort betriebene Landwirtschaft hin.